# Chotutice
Chotutice település Csehországban, a Kolíni járásban. Chotutice Chrášťany, Radim, Pečky, Vrbčany, Klučov és Tatce településekkel határos. Lakosainak száma 474 fő (2024. január 1.).

## Népesség
A település lakosságának változását az alábbi diagram mutatja:
| Lakosok száma | 655  | 775  | 780  | 629  | 579  | 448  | 506  | 500  | 470  | 474  |
|               | 1869 | 1890 | 1921 | 1950 | 1980 | 2001 | 2017 | 2019 | 2022 | 2024 |